# 펜로즈–호킹 특이점 정리
로저 펜로즈와 스티븐 호킹의 이름을 딴 펜로즈-호킹 특이점 정리(Penrose–Hawking singularity theorems)는 중력이 언제 특이점을 생성하는지에 대한 질문에 답하기 위한 일반 상대성이론의 일련의 결과이다. 펜로즈 특이점 정리는 준리만 기하학의 정리이며 또한 그것의 일반 상대론적 해석은 블랙홀 형성에서의 한 중력 특이점을 예측한다. 호킹 특이점 정리는 펜로즈 정리를 기반으로 하며, 대폭발(빅뱅) 상황에서의 한 중력 특이점으로 해석된다. 펜로즈는 라인하르트 겐첼 및 앤드리아 게즈와 함께 "블랙홀 형성이 일반 상대성 이론의 한 강력한 예측이라는 사실을 발견한 공로"로 2020년 노벨 물리학상을 수상했다.

## 특이점
아인슈타인 장방정식(Solutions of the Einstein field equations)의 해들에서 한 특이점은 다음 세 가지 중 하나이다:
- 공간꼴 특이점: 그 특이점은 특정 영역 내의 모든 사건들의 미래 또는 과거에 위치한다. 대폭발(빅뱅) 특이점과 회전하지 않는 비대전 슈바르츠실트 블랙홀 내부의 전형적 특이점들은 공간꼴이다.
- 시간꼴 특이점: 이것들은 모든 사건들의 미래에 반드시 존재하는 것은 아니기 때문에 한 관측자가 피할 수 있는 특이점들이다. 한 관측자는 한 시간꼴 특이점 주변을 이동할 수 있다. 이것들은 아인슈타인 장 방정식의 알려진 해들에서는 흔하지 않다.
- 널 특이점: 이 특이점들은 빛꼴 표면 또는 널 표면들에서 발생한다. 대전(라이스너-노르드스트룀) 또는 회전하는 (커) 블랙홀의 코시 지평선(Cauchy horizon)과 같은 특정 유형들의 블랙홀 내부에서 한 예가 발견될 수 있다.

어떤 특이점은 강하거나 약할 수 있다:
- - 약한 특이점: 약한 특이점은 (블랙홀의 국수효과를 일으키는) 조석력들이 반드시 무한대이지 않은 특이점이다. 어떤 약한 특이점에 떨어지는 관측자는 특이점에 도달하기 전에 찢어지지 않을 수 있지만, 그곳에서는 여전히 물리 법칙이 붕괴될 것이다. 대전되었거나  회전하는 블랙홀 내부의 코시 지평선은 약한 특이점의 한 예가 될 수 있다.
- 강한 특이점: 강한 특이점은 조석력이 무한대가 되는 곳에서의 특이점이다. 어떤 강한 특이점에서는 모든 천체는 특이점에 가까워질수록 무한한 조석력들 때문에 파괴될 것이다. 슈바르츠실트 블랙홀의 중심에 있는 특이점은 강한 특이점의 한 예이다.

공간꼴 특이점들은 슈바르츠실트 계량으로 설명되는 비대전 회전하지 않는 블랙홀의 한 특징이며, 시간꼴 특이점들은 대전 또는 회전하는 블랙홀의 정확한 해들에서 발생하는 것들이다. 이 두 가지 모두 측지 불완전성의 속성을 가지고 있는데, 여기에서 일부 빛 경로나 입자 경로가 특정한 고유 시간 또는 아핀 매개변수(아핀 매개변수는 고유 시간의 널 유사체이다) 이상으로 확장될 수 없다.
펜로즈 정리는 물질이 적절한 에너지 조건들을 만족할 때마다 모든 블랙홀 내부에서 일종의 측지 불완전성이 발생한다는 것을 보장한다. 블랙홀 특이점 정리에 필요한 에너지 조건은 약하다: 그것은 광선들이 중력에 의해 항상 함께 집중되고 결코 흩어지지 않으며, 또한 이것은 물질의 에너지가 음수가 아닐 때 항상 유지된다는 것을 말한다.
호킹의 특이점 정리는 전체 우주에 대한 것으로, 시간에서 거꾸로 거슬러 올라간다: 그것은 (고전적) 대폭발의 밀도가 무한하다는 것을 보장한다. 이 정리는 더 제한적이며 물질이 압력보다 더 강한 에너지 조건, 즉 강한 에너지 조건이라 불리는 것을 따르는 경우에만 유지된다. 스칼라장의 진공 기대값을 제외한 모든 일반 물질은 이 조건을 따른다. 급팽창 동안, 우주는 지배적 에너지 조건을 위반하며, 또한 최초에는 급팽창 우주론이 최초의 대폭발 특이점을 피할 수 있다고 주장(예: 스타로빈스키Starobinsky에 의해)되었다. 그렇지만, 이후로 급팽창 우주론들은 여전히 과거-불완전하며, 따라서 시공간 급팽창 영역의 과거 경계를 설명하기 위해서는 급팽창 이론 이외의 물리학이 필요하다는 것이 밝혀졌다.
(고전적) 일반 상대성이론이 실제 대전 또는 회전하는 블랙홀 내부의 시공간 특이점들을 예측하는지, 아니면 이것이 고-대칭(high-symmetry) 해들의 인공물들이며 또한 섭동들이 추가되면 널 또는 시간꼴 특이점으로 변하는지 여부는 여전히 한 미지의 문제이다.

## 해석과 의의
일반 상대성이론에서 어떤 특이점은 곡률이 무한대가 되거나 또는 시공간이 어떤 다양체이기를 멈추는 천체들이나 광선들이 유한한 시간 내에 도달할 수 있는 지점을 말한다. 특이점들은 모든 블랙홀 시공간들, 슈바르츠실트 계량, 라이스너-노르트스트룀 계량, 커 계량  및 커-뉴먼 계량, 그리고 한 스칼라 장 에너지이나 또는 우주상수가 없는 모든 우주론적 해들에서 발견될 수 있다.
한 과거 대폭발(빅뱅) 특이점에서 무엇이 "밖으로" 나올지 또는 미래에 블랙홀 특이점에 "안으로" 떨어지는 관측자에게 어떤 일이 일어날 지 예측할 수 없으므로, 그것들은 물리 법칙의 어떤 수정을 필요로 한다. 펜로즈 이전에는, 특이점들이 인위적인 상황에서만 형성된다고 생각할 수 있었다. 예를 들어, 어떤 별이 붕괴하여 한 블랙홀을 형성할 때 만일 그 별이 회전하고 있어서  어떤 각운동량을 가지고 있다면, 아마도 원심력이 중력을 부분적으로 상쇄하고 또한 어떤 특이점이 형성되는 것을 막을 수 있을 것이다. 특이점 정리는 이런 일이 일어날 수 없으며, 또한 일단 사건의 지평선이 형성되면 항상 한 특이점이 형성된다는 것을 증명한다.
붕괴하는 별의 예에서, 모든 물질과 에너지는 일반 상대성이론에서 중력의 원천이므로, 추가적 각운동량은 별을 수축하면서 더 강하게 끌어당길 뿐이다: 사건의 지평선 바깥 부분은 결국 커 블랙홀에 정착하게 된다(털없음 정리 참조). 사건의 지평선 안쪽의 부분은 반드시 어딘가에 한 특이점을 갖는다. 그 증명는 다소 구축적인데 즉, 그것은 지평선 바로 안쪽의 표면에서 광선을 따라가면 그 특이점을 찾을 수 있다는 것을 보여준다. 그러나 이 증명은 계량에서 공간꼴, 시간꼴, 널, 오비폴드, 점프 불연속성 등 어떤 유형의 특이점이 발생하는지를 말해주지 않는다. 그것은 단지 시간꼴 측지선을 미래로 따라가면 표면의 널 측지선에 의해 형성되는 영역의 경계가 생성될 수 없다는 것을 보장할 뿐이다. 이것은 경계가 아무데서도 나오지 않거나 또는 미래 전체가 어떤 유한한 연장선에서 끝나야 한다는 것을 의미한다.
일반 상대성이론의 흥미로운 "철학적" 특징은 특이점 정리를 통해 드러난다. 일반 상대성이론은 특이점들의 필연적인 발생을 예측하기 때문에, 특이점에 도달한 물질에 어떤 일이 일어나는지에 대한 어떤 사양 없이는 그 이론은 완전하지 않다. 일반 상대성이론은 아인슈타인-맥스웰-디랙 체계과 같은 어떤 통일장 이론으로 확장될 수 있으며, 여기서는 이러한 특이점들이 발생하지 않는다.

## 정리의 요소
역사적으로는, 다양체의 곡률과  그 위상수학 사이에는 어떤 깊은 연관성이 있다. 보닛-마이어스 정리(Bonnet–Myers theorem}는 모든 곳에서 리치 곡률이 특정 양의 상수보다 큰 한 완전한 리만 다양체는 반드시 콤팩트하다고 말한다. 양의 리치 곡률의 조건은 다음과 같이 가장 편리하게 표현할 수 있다: 모든 측지선에게는 그것이 확장될 때 그쪽으로 휘어지는 어떤 근처의 최초로 평행한 측지선이 있으며, 또한 그 둘은 어떤 유한한 길이에서 교차한다.
근처의 두 평행 측지선들이 교차할 때(공액점(conjugate points) 참조), 어느 한쪽의 연장선은 더 이상 두 끝점 간의 최단 경로가 아니다. 그 이유는 두 개의 평행 측지 경로들이 동일한 길이의 연장 후에 반드시 충돌하고, 만일 한 경로를 따라 교차점까지 간 다음 다른 경로를 따라가면, 당신은 끝점을 동일한 길이의 비측지 경로로 연결하고 있기 때문이다. 이것은 한 측지선이 최단 길이의 경로가 되려면 인접한 평행 측지선과 교차하지 말아야 한다는 것을 의미한다.
한 작은 구체에서 시작하여 경계에서 평행 측지선들을 내보내는 경우, 다양체에 한 양의 상수로 경계가 지정된 리치 곡률이 있다고 가정하면, 그것들 모두가 이웃과 충돌하기 때문에, 잠시 후 최단 경로가 되는 측지선이 하나도 없다. 이것은 어느 정도 확장 후에는 모든 잠재적으로 새로운 점들에 모두 도달하게 되는 것을 의미한다. 만일 연결된 다양체의 모든 점들이 한 작은 구체로부터 유한한 측지 거리에 있다면, 그 다양체는 콤팩트해야만 한다.
로저 펜로즈는 상대성 이론에서 이와 유사하게 주장했다. 만일 광선들의 경로인 널 측지선(null geodesics)들이 미래로 따라가면, 해당 영역의 미래 점들이 생성된다. 만일 어떤 점이 해당 지역의 미래 경계에 있다면 빛의 속도로만 갈 수 있고, 더 느리지 않으므로, 널 측지선은 해당 지역의 고유 미래 경계 전체를 포함한다. 그 널 측지선들이 교차할 때, 그것들은  더 이상 미래의 경계에 있지 않으며, 그 미래의 내부에 있다. 따라서 만일 모든 널 측지선들이 충돌하면, 미래로의 아무런 경계는 없다.
상대성 이론에서, 측지선의 충돌 특성들을 결정하는 리치 곡률은 에너지 텐서에 의해 결정되며, 또한 광선들에 대한 그 투영은 에너지 운동량 텐서의 널 투영과 같으며 항상 음이 아니다. 이것은 평행한 널 측지선의 한 합동(congruence)의 어떤 부피가 감소하기 시작하면 유한한 시간 내에 영에 도달한다는 것을 의미한다. 일단 부피가 영이 되면 어떤 방향으로 붕괴가 있기 때문에, 각 측지선은 어떤 이웃 측지선과 교차한다.
펜로즈는 모든 나가는(그리고 들어오는) 광선들이 최초로 수렴하는 어떤 구가 있을 때마다, 모든 널 측지선들이 수렴할 것이기 때문에 그 영역의 미래 경계는 어떤 유한한 확장 후에 끝날 것이라고 결론지었다. 이것은 블랙홀 해의 지평선 안에 있는 어떤 구의 나가는 광선이 모두 수렴하기 때문에, 이 영역의 미래 경계는 콤팩트하거나 또는 아무데서도 오지 않기 때문에 중요한 의미를 갖는다. 내부의 미래는 유한한 확장 후에 끝나거나, 또는 원래의 구로 거슬러 올라갈 수 없는 새로운 광선들에 의해 결국 생성되는 어떤 경계를 가진다.

## 특이점의 본질
특이점 정리는 무한 곡률의 존재를 대신하는 개념으로 측지 불완전성 개념을 사용한다. 측지 불완전성은 시공간을 통과하는 관찰자의 경로인 측지선이 존재하며, 이 측지선을 따라 이동하는 관찰자가 측정할 때 유한한 시간 동안만 확장될 수 있다는 개념이다. 아마도 측지선의 끝에서 관찰자는 특이점에 도달했거나 일반 상대성이론이 붕괴하는 다른 병리 현상을 만났을 것이다.

### 정리의 가정
일반적으로 한 특이점 정리에는 세 가지 성분들이 있다.
1. 물질에 대한 어떤 에너지 조건,
2. 시공간의 대역적 구조(global structure of spacetime}에 대한 어떤 조건,
3. 중력이 (어딘가에) 어떤 지역을 가두기에 충분히 강하다.

각 성분을 위한 다양한 가능성들이 있으며, 또한 각각은 다른 특이점 정리를 이끌어낸다.

### 사용된 도구
특이점 정리의 공식화 및 증명에 사용되는 핵심 도구는 발산을 설명하는 레이차우두리 방정식(Raychaudhuri equation)이다.
측지선의 합동의 발산 {\displaystyle \theta }을 설명하는 방정식이다. 한 합동의 발산은 합동 부피의 행렬식의 로그의 미분으로 정의된다. 레이차우두리 방정식은 다음과 같다.
{\displaystyle {\dot {\theta }}=-\sigma _{ab}\sigma ^{ab}-{\frac {1}{3}}\theta ^{2}-{E[{\vec {X}}]^{a}}_{a}}
여기서 {\displaystyle \sigma _{ab}}는 그 합동의 변형력 텐서(shear tensor)이고 또한  {\displaystyle {E[{\vec {X}}]^{a}}_{a}=R_{mn}\,X^{m}\,X^{n}}은 또한 레이차우두리 스칼라 (상세하는 합동(congruence) 페이지를 참조)로도 알려져 있다. 요점은 아인슈타인 장 방정식이 유지되고 또한 다음과 같다면{\displaystyle {E[{\vec {X}}]^{a}}_{a}}는 음수가 아니게 될것이다.
- 에너지 조건이 유지되고 측지 합동이 널이다, 또는
- 강한 에너지 조건이 유지되고 측지 합동이 시간꼴이다.

이러한 조건이 유지되면 아핀 매개변수의 어떤 유한한 값에서 발산은 무한대가 된다. 따라서 한 점을 떠난 모든 측지선은 적절한 에너지 조건이 유지된다면 결국 유한한 시간이 지나면 다시 수렴하게 되며, 이 결과를 초점 정리라고도 한다.
이는 다음 쟁점들 덕분에 특이점들과 관련이 있다:
1. 대역적으로 쌍곡선인 시공간과 두 개의 점 {\displaystyle p}와 {\displaystyle q}를 시간꼴 또는 널 곡선으로 연결할 수 있다고 가정한다. 그러면 두 점을 연결하는 최대 길이의 측지선이 존재 {\displaystyle p}와 {\displaystyle q}를 연결하는 최대 길이의 측지선이 존재한다. 이것을 측지선 {\displaystyle \gamma }라고 하라.
2. 만일 {\displaystyle p}의 다른 측지선이 공액점이라 부르는 다른 지점에서 {\displaystyle \gamma }와 교차하면, 측지선 {\displaystyle \gamma }은 더 긴 커브로 변화될 수 있다.
3. 초점 정리에서 우리는 다음의 모든 측지선이 {\displaystyle p}의 모든 측지선은 아핀 매개변수의 유한한 값에 공액점들을 갖는 것을안다. 특히, 최대 길이의 측지선의 경우 더욱 그렇다. 그러나 이것은 모순이다  - 따라서 시공간이 측지적으로 불완전하다는 결론을 내릴 수 있다.

일반 상대성이론에는 펜로즈-호킹 특이점 정리의 여러 버전들이 있다. 대부분의 버전들은 대략적으로 어떤 갇힌 널 표면(trapped null surface)이 있고 에너지 밀도가 음수가 아닌 경우 확장할 수 없는 유한 길이의 측지선이 존재한다고 설명한다.
이러한 정리는, 엄밀히 말하자면, 과거로만 유한하게 확장할 수 있는 공간꼴이 아닌 측지선이 하나 이상 존재한다는 것을 증명하지만, 이러한 정리의 조건들이 모든 과거 방향 시공간 경로들이 한 특이점에서 종결되는 방식으로 얻어지는 경우들이 있다.

### 버전
여러 버전이 있다. 아래는 널 버전이다:
가정
1. 널 에너지 조건이 유지된다.
2. 우리는 한 콤팩트하지 않은 연결된 코시 표면(cauchy surface)을 가진다.
3. 우리는 한 닫힌 갇힌 널 표면(trapped null surface) {\displaystyle {\mathcal {T}}}를 가진다.

그러면, 우리는 널 측지 불완전성 또는 닫힌 시간꼴 곡선들을 가진다.
증명 스케치: 모순에 의한 증명. {\displaystyle {\mathcal {T}}}의 미래 경계인 {\displaystyle {\dot {J}}({\mathcal {T}})}는 {\displaystyle {\mathcal {T}}}에서 직교하는 접선 벡터를 가진 널 측지 선분들에 의해 생성된다. 갇힌 널 표면이기 때문에, 널 레이차우두리 방정식(Raychaudhuri equation)에 의해 {\displaystyle {\mathcal {T}}}에서 나오는 널 광선들의 두 계열은 모두 코스틱(caustic)을 만나게 될 것이다. (한 코스틱 자체는 문제가 되지 않는다. 예를 들어, 공간꼴 분리된 두 점의 미래 경계선은 교집합의 내부 부분을 제거한 두 개의 미래 광원뿔의 결합이다. 광원뿔들이 교차하는 곳에는 코스틱이 발생하지만, 거기에는 어떤 특이점도 없다.) 그러나 {\displaystyle {\dot {J}}({\mathcal {T}})}를 생성하는 널 측지선은 종료되어야 하며, 즉 코스틱에 또는 그 이전에 미래의 끝점들에 도달하여야 한다. 그렇지 않으면, 우리는 코스틱에서 바뀌는 두 개의 널 측지 선분들을 취한 다음 약간 변형하여 경계의 한 점과 {\displaystyle {\mathcal {T}}} 상의 한 점을 연결하는 시간꼴 곡선을 얻을 수 있는데, 이는 어떤 모순이다. 그러나 {\displaystyle {\mathcal {T}}}는 콤팩트하므로, 측지 생성기들의 한 연속된 아핀 매개변수화가 주어지면, 확장 매개변수의 절대값에 대한 어떤 더 낮은 경계가 존재한다. 따라서 우리는 아핀 매개변수 내 어떤 균일한 경계가 경과하기 전에 모든 생성기마다 코스틱들이 전개될 것을 알 수 있다. 결과적으로, {\displaystyle {\dot {J}}({\mathcal {T}})}는 콤팩트해야 한다. 우리는 닫힌 시간꼴 곡선들을 가지고나 또는 시간꼴 곡선들에 의해 한 합동을 구성할 수 있으며, 또한 그들 중 모든 각각 단일 곡선은 콤팩트하지 않은 코시 표면과 정확히 한 번 교차해야 한다. 이러한 모든 시간꼴 곡선이 {\displaystyle {\dot {J}}({\mathcal {T}})}를 통과하는 것을 고려하고 또한 코시 표면에서의 그들의 이미지를 관찰하라. 한 연속적 사상이기 때문에, 그 이미지도 콤팩트해야 한다. 한 시간꼴 합동(timelike congruence)이기 때문에 시간꼴 곡선들은 교차할 수 없으며, 따라서 그 사상은 단사이다. 만일 코시 표면이 콤팩트하지 않으면, 그 이미지는 어떤 경계선을 가진다. 우리는 시공간이 하나의 연결된 조각으로 온다고 가정하고 있다. 그러나 {\displaystyle {\dot {J}}({\mathcal {T}})}는 어떤 경계선의 경계가 비어 있기 때문에 콤팩트하고 경계선이 없다. 연속된 단사 사상은 한 경계선을 만들 수 없으므로, 우리에게 모순을 제공한다.
허점: 만일 닫힌 시간꼴 곡선이 존재한다면, 시간꼴 곡선들은 부분적 코시 표면과 교차할 필요가 없다. 만일 코시 표면이 콤팩트하다면, 즉 공간이 콤팩트한 경우, 그 경계선의 널 측지 생성기들은 공간의 반대편에서 교차할 수 있기 때문에 모든 곳에서 교차할 수 있다.
약한 또는 강한 에너지 조건과 관련된 정리의 다른 버전들도 존재한다.

### 수정된 중력
수정된 중력(modified gravity)에서는, 아인슈타인 장 방정식이 적용되지 않으므로 이러한 특이점들이 반드시 발생하지는 않는다. 예를 들어, 무한 파생 중력(infinite derivative gravity)에서는 만일 널 에너지 조건이 유지된다 하더라도, {\displaystyle {E[{\vec {X}}]^{a}}_{a}}가  음수가 될 수 있는 것이다.

## 참고 문헌
- Hawking, Stephen; Ellis, G. F. R. (1973). 《The Large Scale Structure of Space-Time》. Cambridge: Cambridge University Press. ISBN 0-521-09906-4.  The classic reference.
- Natário, J. (2006). “Relativity and Singularities - A Short Introduction for Mathematicians”. 《Resenhas》 6: 309–335. arXiv:math.DG/0603190. Bibcode:2006math......3190N.
- Penrose, Roger (1965), “Gravitational collapse and space-time singularities”, 《Phys. Rev. Lett.》 14 (3): 57, Bibcode:1965PhRvL..14...57P, doi:10.1103/PhysRevLett.14.57
- Garfinkle, D.; Senovilla, J. M. M. (2015), “The 1965 Penrose singularity theorem”, 《Class. Quantum Grav.》 32 (12): 124008, arXiv:1410.5226, Bibcode:2015CQGra..32l4008S, doi:10.1088/0264-9381/32/12/124008, S2CID 54622511. Also available as arXiv:1410.5226
- Kalvakota, Vaibhav R. (2021), "A discussion on Geometry and General Relativity"
- See also arXiv:hep-th/9409195 for a relevant chapter from The Large Scale Structure of Space Time.
- Witten, Edward (2020), "Light Rays, Singularities, and All That", Rev. Mod. Phys. 92, 45004 (2020), https://doi.org/10.1103/RevModPhys.92.045004 . Also available as https://arxiv.org/abs/1901.03928. An excellent pedagogical review of causal properties of General Relativity.